# Svatá pravda
Svatá pravda je druhé studiové album úvalské folkrockové kapely Divokej Bill, které vydala v roce 2001. Na albu je zveřejněno celkem 12 nových písní, na kterých se autorsky podílel zpěvák a kytarista kapely Vašek Bláha a kytarista Roman Procházka, který složil hudbu k písni Cesta. Na albu byly také uvedeny čtyři písně kapely Medvěd 009, ve které hraje Vašek Bláha.
Po uvedení alba skupina vyrazila na turné spolu s kapelou Žlutý pes. Po dlouhém koncertním turné nastaly hráčské a názorové neshody a po dlouhodobé spolupráci odešel bubeník Honza Kiska Veselý. Spolu s basistou a saxofonistou skupiny Medvěd 009 založili novou kapelu Den.
Ke skladbám Miláčku a Cesta byl natočen i videoklip.

## Seznam skladeb
| Svatá pravda   | Svatá pravda   | Svatá pravda    | Svatá pravda   | Svatá pravda |
| Pořadí         | Název          | Hudba           | Text           | Délka        |
| -------------- | -------------- | --------------- | -------------- | ------------ |
| 1.             | Šibenice       | Vašek Bláha     | Vašek Bláha    | 3:13         |
| 2.             | Bill           | Vašek Bláha     | Vašek Bláha    | 3:16         |
| 3.             | Mrtvej         | Vašek Bláha     | Vašek Bláha    | 1:54         |
| 4.             | Obejmi stromy  | Vašek Bláha     | Vašek Bláha    | 2:33         |
| 5.             | Král           | Vašek Bláha     | Vašek Bláha    | 3:47         |
| 6.             | Miláčku        | Vašek Bláha     | Vašek Bláha    | 3:47         |
| 7.             | Západ          | Vašek Bláha     | Vašek Bláha    | 2:53         |
| 8.             | Svatá pravda   | Vašek Bláha     | Vašek Bláha    | 3:30         |
| 9.             | Cizák          | Vašek Bláha     | Vašek Bláha    | 3:22         |
| 10.            | Středověk      | Vašek Bláha     | Vašek Bláha    | 3:19         |
| 11.            | Medvědář       | Vašek Bláha     | Vašek Bláha    | 4:12         |
| 12.            | Cesta          | Roman Procházka | Vašek Bláha    | 4:51         |
| Celková délka: | Celková délka: | Celková délka:  | Celková délka: | 41:22        |

| Medvěd 009     | Medvěd 009     | Medvěd 009 |
| Pořadí         | Název          | Délka      |
| -------------- | -------------- | ---------- |
| 13.            | Běchovice      | 4:02       |
| 14.            | Stroj          | 2:43       |
| 15.            | Světlo         | 3:55       |
| 16.            | Olgoj          | 3:27       |
| Celková délka: | Celková délka: | 14:21      |

## Sestava
DIVOKEJ BILL
Vašek Bláha - zpěv, elektrická kytara
Roman Procházka - akustická kytara, zpěv
Štěpán Karbulka - zpěv, megafon, djembe, tamburína
Miloš Jurda Jurač - baskytara, zpěv
Adam Karlík - housle, zpěv
Honza Bártl - banjo, zpěv
Martin Pecka - akordeon, zpěv
Honza Veselý - bicí, tamburína
MEDVĚD 009
Pavel Ocelot Měšťánek – kytara, zpěv, texty, hudba
Vašek Bláha – kytara, zpěv
Jirka Václavek – kytara, zpěv
Ruda Rigo – saxofon, zpěv
Kuba Fabián – trumpeta, zpěv
Mitas – basa
Kiska – bicí
ing. arch. Tajfun – klávesy